# OpenStreetMap
OpenStreetMap (OSM) é um projeto de mapeamento colaborativo para criar um mapa livre e editável do mundo, inspirado por sites como a Wikipédia. Traduzindo para português o nome significa Mapa Aberto de Ruas. Ele fornece dados a centenas de sites na internet, aplicações de celular e outros dispositivos.
Os mapas foram desenvolvidos e são mantidos com rigor por sua comunidade voluntária de mapeadores, que inserem e revisam dados de receptores GPS portáteis, fotografias aéreas, imagens de satélite e outras fontes livres. Os mapeadores, com seu conhecimento local, editam os mapas com softwares abertos como o iD ou o JOSM. A comunidade mais ampla, também confere e confirma os dados pela interface do próprio site Openstreetmap.org.
Todos os mapas, dados descritivos, e metadados ofertados pelo OSM são dados abertos, disponíveis sob a licença Open Database License. Além da comunidade que doa as informações postadas, quando faz uso de outras fontes (imagens obtidas por processamento dos dados, tabelas e outros) são compatíveis com a sua licença. Os dados são formalmente operados pela OpenStreetMap Foundation (OSMF) em nome da comunidade de mapeadores.

## História

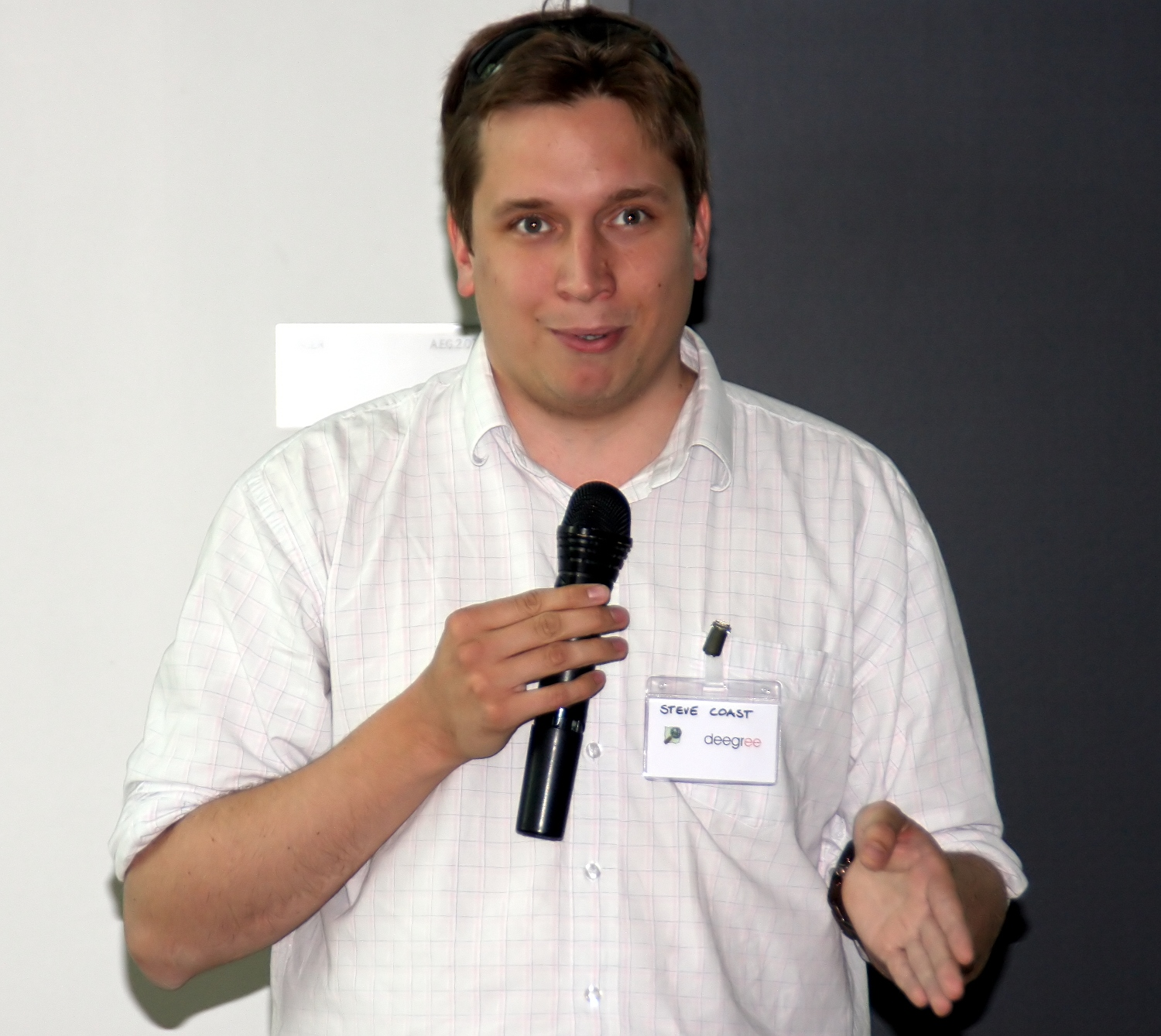
Steve Coast, 2009

O OpenStreetMap foi fundado em Julho de 2004 por Steve Coast. Em Abril de 2006, uma fundação foi estabelecida para encorajar o crescimento, desenvolvimento e distribuição de dados geoespaciais livres e fornecê-los a quem quiser para usar e partilhar. Em Dezembro de 2006, a Yahoo confirmou que o OSM podia usar as suas imagens aéreas como fundo para a produção de mapas.
Em Abril de 2007, a Automotive Navigation Data deu ao projecto um conjunto completo de estradas para os Países Baixos e de auto-estradas para a Índia e China e em Julho de 2007, quando a primeira conferência internacional, The State of the Map, aconteceu, havia 9000 utilizadores registrados. Patrocinadores do evento incluíram Google, Yahoo e Multimap. Em Agosto de 2007, um projecto independente, OpenAerialMap, foi lançado para guardar a base de dados de imagens aéreas disponíveis em licença aberta e em Outubro de 2007, o OSM completou a importação de dados do sistema TIGER dos Estados Unidos da América. Em Dezembro de 2007, a Universidade de Oxford tornou-se na primeira grande organização a usar o OpenStreetMap na sua página.
Em Janeiro de 2008, foi adicionada a funcionalidade de descarregar mapas para uma unidade GPS para serem usados por ciclistas. Em Fevereiro de 2008, uma série de reuniões de trabalho teve lugar na Índia. Em Março, dois fundadores anunciaram que receberam capital de risco de 2,4 milhões de euros.
Em Agosto de 2008, depois da segunda conferência, The State of the Map, havia mais de 50 mil utilizadores registrados em que mais de 5000 são contribuintes activos.
Em novembro de 2010, Bing mudou sua licença para permitir o uso de suas imagens de satélite para fazer mapas.
Em 2012, o lançamento de preços para Google Maps levou vários sites proeminentes a mudar de seu serviço para OpenStreetMap e outros concorrentes. Alguns dos principais foram Foursquare, Craigslist que adotaram o OpenStreetMap, e Apple, que terminou um contrato com o Google e lançou uma plataforma de mapeamento auto-construída que usa TomTom e OpenStreetMap.

## Utilização do OpenStreetMap
Como os dados brutos do OpenStreetMap são disponibilizados sob licença Open Database License, isto abre portas para infinitas possibilidades. Exemplos de uso do OpenStretMap:
- Navegação GPS;[17]
- Estudo de geografia e mapeamento para escolas e faculdades;
- Mapas com os dados do OSM utilizando aplicações GIS, como o QGIS;
- Projetos em ferramentas CAD;
- Estudos estatísticos sobre locais;
- Criar mapas para ilustrar a Wikipédia.

### Sistemas e empresas que adotam a base de dados do OpenStreetMap
Por se tratar de um projeto colaborativo de mapeamento aberto, o OSM é amplamente adotado como fonte de dados por empresas e sistemas globais devido à sua licença livre e à riqueza de dados geográficos constantemente atualizados.
Entre as grandes empresas usuárias desses dados, vale citar como exemplo a Apple, que utiliza dados do OSM no Apple Maps em diversos países desde 2012, integrando-os em aplicações nativas e serviços como o "Find My iPhone".  A Facebook também emprega o OSM para mapas em sua plataforma, especialmente em regiões selecionadas, combinando-o com outras fontes como Here e Mapbox para suportar funcionalidades de localização. 
No setor de navegação, a Garmin incorpora dados do OSM em alguns de seus dispositivos GPS.  Empresas de transporte público, como a Moovit, utilizam os dados do OSM para planejar rotas e análises, integrando informações de pontos de ônibus e linhas de trânsito. A Geotab e a TeleNav também aplicam o OSM em sistemas de navegação veicular, destacando sua utilidade em soluções embarcadas. 
Na aviação, os dados do OpenStreetMap são amplamente adotados por fornecedores de sistemas de IFE , os quais frequentemente os integram aos seus mapas em voo para enriquecer o conteúdo exibido aos passageiros durante os voos.

## Produção de mapas

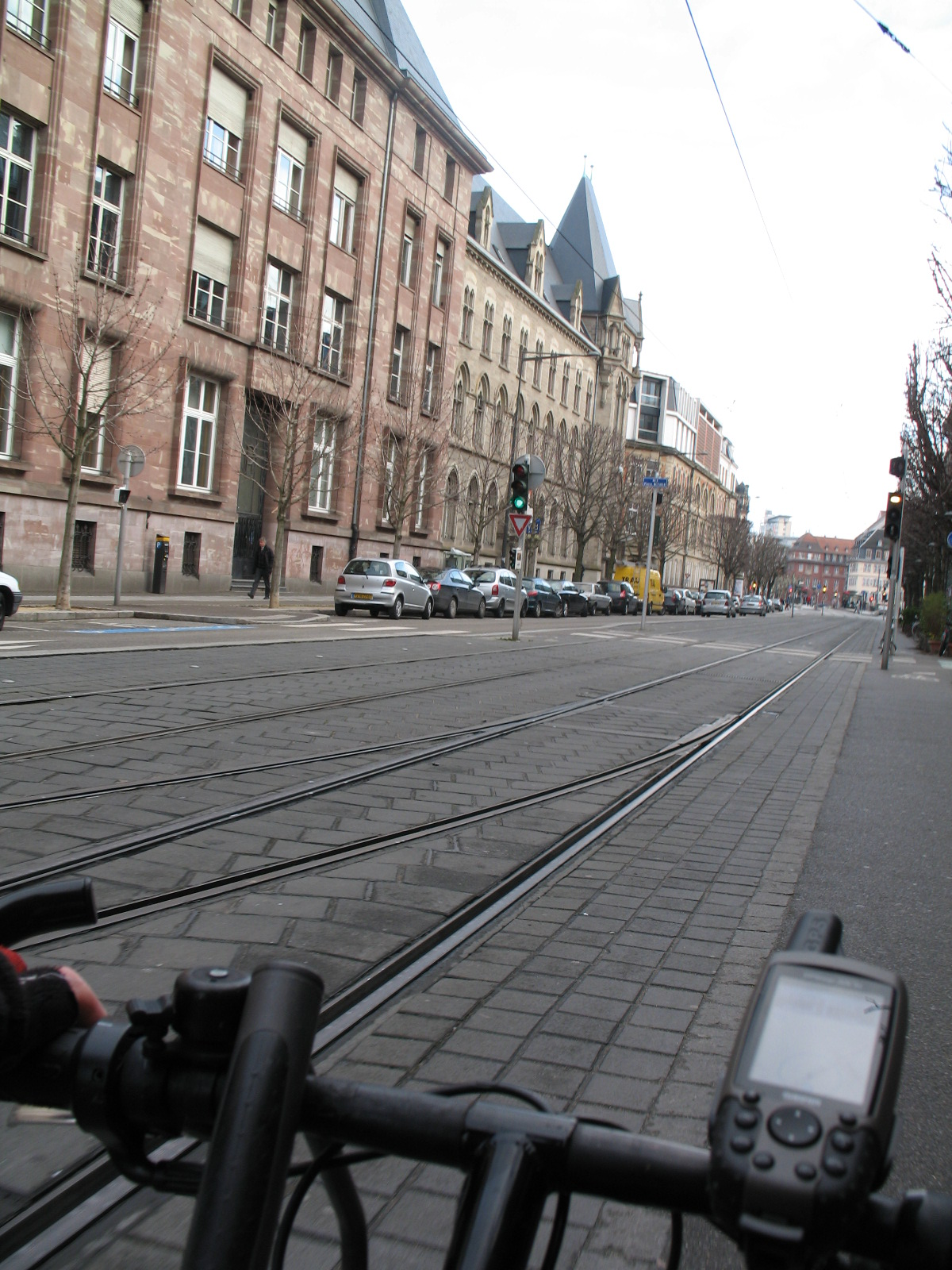
Gravação de um histórico GPS.

### Técnica
O mapa inicial foi todo construído por voluntários fazendo passeios com uma unidade GPS de mão e um caderno de apontamentos ou um gravador de voz. Estes dados eram depois introduzidos na base de dados por meio de um computador.
Mais recentemente, a disponibilidade de fotografias aéreas e outras fontes, comerciais e governamentais, de dados têm aumentado a velocidade do trabalho e ajudado na captura de dados no local com mais exactidão.
Quando grandes bases de dados estão disponíveis, um equipa técnica vai gerir a conversão e importação dos dados.

### Incursões locais estruturadas

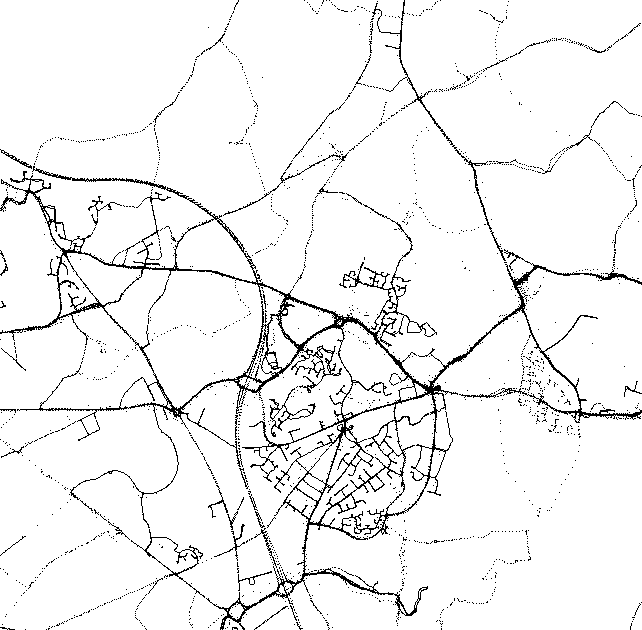
Raw GPS data (tracklogs) for Hedge End

As incursões são realizadas por um voluntário a pé, de bicicleta ou de carro, apesar de uma bicicleta ser o modo predilecto de muitos voluntários em zonas urbanas, usando um receptor de GPS e uma combinação de um livro de apontamentos, gravador de voz, uma câmara fotográfica e questionando os habitantes locais. Alguns voluntários mais empenhados têm mapeado sistematicamente vilas inteiras durante um período de tempo. Festas de mapeamento são organizadas para juntar várias pessoas numa área particular numa noite ou um fim de semana para mapear essa área.
Além das sessões de edição estruturadas, um grande número de pequenas edições são feitas por contribuidores para corrigir erros ou adicionar detalhes, usando aplicativos como o CoMaps.
Existem também eventos chamados em inglês de "mapping parties" (festas de mapeamento, em tradução literal), em que vários voluntários se reúnem com o intuito de mapear rapidamente uma determinada região.